# Boku to Kimi no Taisetsu na Hanashi
Boku to Kimi no Taisetsu na Hanashi (僕と君の大切な話?), conocida en español como Nuestras preciosas conversaciones, es una serie de manga japonesa escrita e ilustrada por Robico. Fue serializada en la revista Dessert desde el 24 de agosto de 2015 hasta el 24 de diciembre de 2019, y publicada en siete volúmenes.

## Contenido de la obra

### Manga
La serie está escrita e ilustrada por Robico. Comenzó a serializarse en Dessert el 24 de agosto de 2015. El primer volumen tankōbon se lanzó el 11 de marzo de 2016. La serie hizo una pausa en la edición de julio de 2016 de Dessert, pero regresó en la edición de enero de 2017. La serie concluyó el 24 de diciembre de 2019. El séptimo y último volumen se lanzó el 13 de marzo de 2020, tanto en edición estándar como limitada.